# John Abraham (football américain)
Pour l’article homonyme, voir John Abraham.
(en) Statistiques sur pro-football-reference
John Abraham, né le 6 mai 1978 à  Timmonsville (Caroline du Sud), est un joueur de football américain évoluant au poste de Defensive end. Il a joué en NFL pour les Jets de New York et les Falcons d'Atlanta. Il jouera en 2013 pour les Cardinals de l'Arizona.

## Carrière professionnelle
Drafté au premier tour de la Draft NFL en 2000, il eut un impact immédiat chez les Jets de New York ; durant sa première saison, il enregistra 12 plaquages et 4.5 sacks en seulement six matchs avant d'être blessé. En 2001, il réalisa 82 plaquages et 13 sacks, et fut sélectionné pour le Pro Bowl. En 2001, il effectua encore 82 plaquages pour 10 sacks, et alla encore au Pro Bowl. En 2003, ses statistiques furent seulement de 37 plaquages et six sacks, à cause d'une blessure survenue à la mi-saison.
En 2008, Abraham a déjà effectué 11 sacks en 10 matchs.

## Palmarès
- Sélectionné trois fois au Pro Bowl : 2001, 2002, 2004